# Diocèse de Kaolack
Le diocèse de Kaolack est l'un des six diocèses suffragants de Dakar (Sénégal).